# 屈萨贝格
屈萨贝格是德国巴登-符腾堡州的一个市镇。总面积26.16平方公里，总人口5460人，其中男性2681人，女性2779人（2011年12月31日），人口密度209人/平方公里。

## 友好城市
- 法國 拉塔洛迪耶尔